# Günther Ludig
Günther Ludig (* 21. August 1933; † 2. Mai 2012) war ein deutscher Kunsterzieher und Hochschullehrer.
Ludig war annähernd 30 Jahre am Institut für Kunstwissenschaft der Erziehungswissenschaftlichen Hochschule Koblenz (später Universität Koblenz-Landau) als Professor für Kunstdidaktik tätig. Ab 1981 war er Landesvorsitzender des Bund Deutscher Kunsterzieher. Ludig schrieb u. a. ein Arbeitsbuch für den Kunstunterricht. Ludig, der im Taunus lebte, ist auf dem Friedhof in Kronberg-Oberhöchstadt bestattet.

## Publikationen (Auswahl)
- Studien zu einer Monographie über den Barockbildhauer Michael Zürn. 1969
- Eberhard Grillparzer, Günther Ludig und Peter Schubert (Hrsg.): Kunst + Utopie. Hannover, Bund Deutscher Kunsterzieher e. V. 1997. ISBN 3-927268-14-3
- Kultur entdecken. Bauwerke und Skulpturen. Außerschulische Lernorte im Raum Koblenz.´ Band 2. Teil 1 – Abteikirche der Benediktinerabtei Maria Laach. Teil 2 – Eisengießhalle der Sayner Hütte in Bendorf-Sayn. Koblenz, 1998
- Project: Methodological Approach to the Cistercian Architecture of the 12th and 13th Century. 1999
- Dietrich Grünewald, Jörg Grütjen, Robert Hahne, Günther Ludig, Martin Oswald, Margit Schmidt: Kunst entdecken – Sekundarstufe I, Cornelsen Verlag, Ausgabe von 2004-10,  ISBN 346464281X